# Selección femenina de fútbol sub-17 de Tanzania
La selección femenina de fútbol sub-17 de Tanzania es el equipo representativo de dicho país en las competiciones oficiales. Su organización está a cargo de la Asociación de Fútbol de Tanzania, miembro de la CAF y la FIFA.

## Estadísticas

### Copa Mundial de Fútbol Femenino Sub-17
| Año  | Fase             | Posición     | PJ           | PG           | PE           | PP           | GF           | GC           |
| ---- | ---------------- | ------------ | ------------ | ------------ | ------------ | ------------ | ------------ | ------------ |
| 2008 | No participó     | No participó | No participó | No participó | No participó | No participó | No participó | No participó |
| 2010 | No participó     | No participó | No participó | No participó | No participó | No participó | No participó | No participó |
| 2012 | No participó     | No participó | No participó | No participó | No participó | No participó | No participó | No participó |
| 2014 | No participó     | No participó | No participó | No participó | No participó | No participó | No participó | No participó |
| 2016 | No participó     | No participó | No participó | No participó | No participó | No participó | No participó | No participó |
| 2018 | No participó     | No participó | No participó | No participó | No participó | No participó | No participó | No participó |
| 2022 | Cuartos de final | 8°           | 4            | 1            | 1            | 2            | 3            | 9            |
| 2024 | Por definir      | Por definir  | Por definir  | Por definir  | Por definir  | Por definir  | Por definir  | Por definir  |

### Campeonato femenino sub-17 de la CAF
| Año  | Fase          | Posición     | PJ           | PG           | PE           | PP           | GF           | GC           |
| ---- | ------------- | ------------ | ------------ | ------------ | ------------ | ------------ | ------------ | ------------ |
| 2008 | No participó  | No participó | No participó | No participó | No participó | No participó | No participó | No participó |
| 2010 | No participó  | No participó | No participó | No participó | No participó | No participó | No participó | No participó |
| 2012 | No participó  | No participó | No participó | No participó | No participó | No participó | No participó | No participó |
| 2013 | No participó  | No participó | No participó | No participó | No participó | No participó | No participó | No participó |
| 2016 | No participó  | No participó | No participó | No participó | No participó | No participó | No participó | No participó |
| 2018 | No participó  | No participó | No participó | No participó | No participó | No participó | No participó | No participó |
| 2020 | Segunda Ronda | -            | 4            | 3            | 0            | 1            | 8            | 9            |
| 2022 | Tercera Ronda | -            | 6            | 5            | 0            | 1            | 21           | 3            |

- A partir de la edición 2010 se realizan eliminatorias por zonas clasificando a la Copa Mundial de Fútbol Femenino Sub-17 los ganadores de los mismos.